# Hackerspace Global Grid
Hackerspace Global Grid har som målsättning att bygga och etablera ett distribuerat sensor och kommunikationsnätverk. Det startades 2011 av Armin Bauer, Andreas Horning (Constellations platformen) och en hacker som heter hadez efter ett upprop att delta i Hackers in Space (sv: Hackare i Rymden) programmet hos Chaos Communication Camp, 2011 för att skapa ett globalt gemenskapsdrivet kommunikationsnätverk.